# Rucka
Pour l'artiste, voir Rucka Rucka Ali
Rucka (en serbe cyrillique : Руцка) est un village de Serbie situé dans la municipalité de Čukarica et sur le territoire de la Ville de Belgrade. Au recensement de 2011, il comptait 316 habitants.

## Géographie

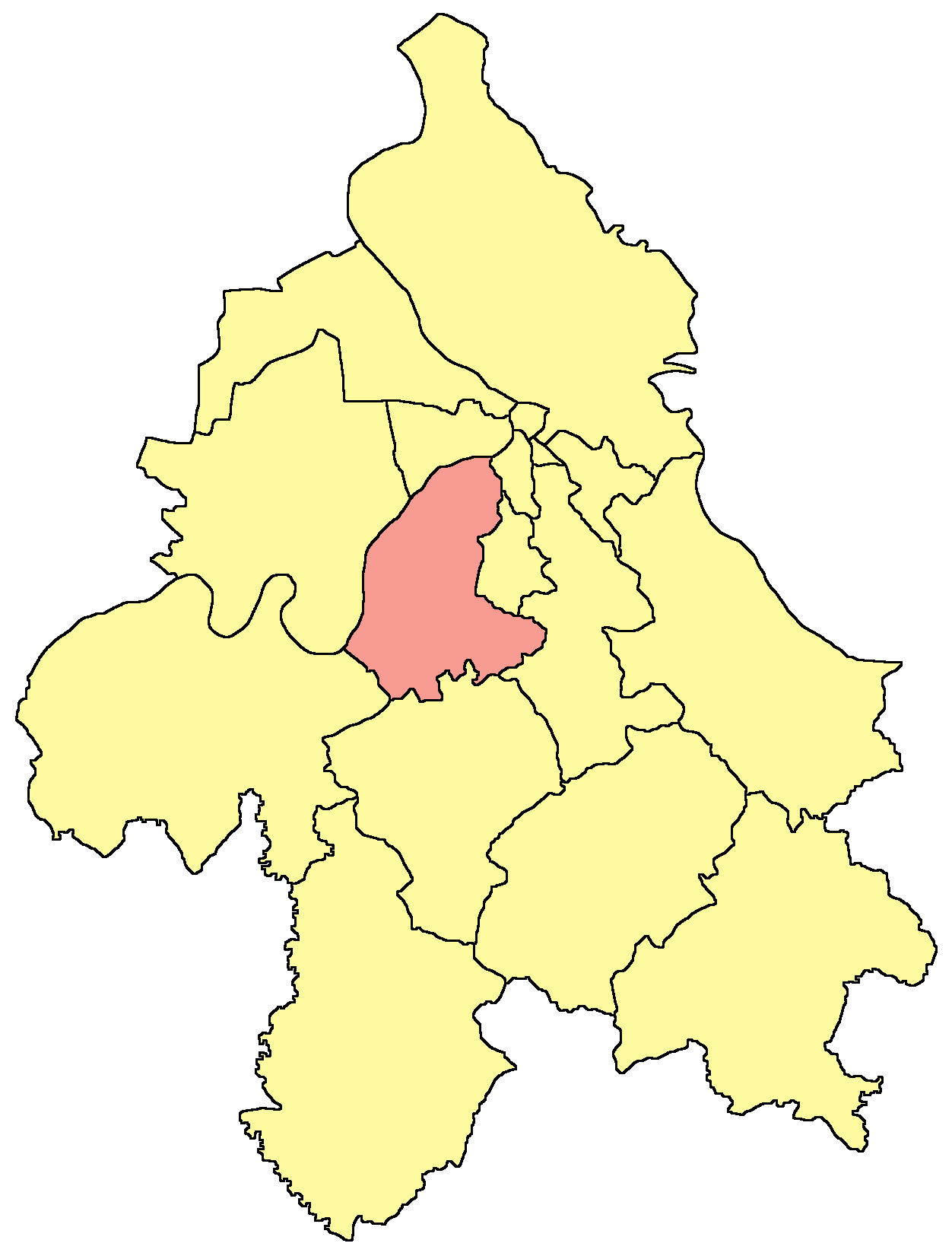
Localisation de la municipalité de Čukarica dans la Ville de Belgrade

Rucka est situé à 1,5 km d'Umka.

## Démographie

### Évolution historique de la population
| 1948 | 1953 | 1961 | 1971 | 1981 | 1991 | 2002 | 2011 |
| ---- | ---- | ---- | ---- | ---- | ---- | ---- | ---- |
| 340  | 320  | 290  | 257  | 278  | 317  | 310  | 316  |

|  |